# 豊中市立庄内南小学校
豊中市立庄内南小学校（とよなかしりつ しょうないみなみしょうがっこう）は、大阪府豊中市大黒町一丁目にある公立小学校。
1950年に庄内町立庄内小学校（現在の豊中市立庄内小学校）より分離開校した。学校敷地は、旧制豊能郡庄内町青年学校の跡地を転用している。

## 沿革
- 1950年4月1日 - 庄内町立庄内南小学校として開校。庄内町立庄内小学校（現在の豊中市立庄内小学校) の一部を仮校舎として借用。
- 1950年7月1日 - 現在地に移転。開校記念式典を実施。
- 1950年9月3日 - ジェーン台風により校舎被災。
- 1950年10月 - 校章制定。
- 1951年5月 - 校歌制定。
- 1955年1月1日 - 庄内町が豊中市に編入されたことに伴い、豊中市立庄内南小学校と改称。
- 1955年4月1日 - 従来の校区の一部を、新設の豊中市立庄内西小学校校区へ分離。
- 1958年7月17日 - プール完成。
- 1966年4月1日 - 豊中市立千成小学校を分離。
- 1966年9月12日 - 体育館完成。
- 1981年3月31日 - 冷暖房機械設置。

## 通学区域
- 豊中市 三和町1丁目・3丁目のうち府営住宅、島江町1丁目・2丁目、大黒町1丁目 - 3丁目、日出町1丁目[1]。

卒業生は豊中市立第六中学校・豊中市立第七中学校の2校に分かれて進学する。

## 交通
- 阪急宝塚線 庄内駅 南西へ約1.5km。
- 阪急宝塚線 三国駅 北西へ約1.5km。
- 阪急神戸線 神崎川駅 北へ約1.5km。
- 阪急バス 庄内幸町５丁目バス停。